# 彭妮·莫当特
佩妮洛普·玛丽·“彭妮”·莫当特女爵士，DBE（/ˈmɔːrdənt/；1973年3月4日—），英國保守黨政治人物，2010年至2024年間擔任下議院北樸茨茅夫選區議員，曾任下議院領袖、樞密院議長、国际发展大臣及國防大臣。
莫当特生于德文郡的海滨城镇托基，大学就读于雷丁大学，学习哲学。进入国会前，她曾在私营、公共和慈善部门从事过商务和沟通工作，包括担任肯辛顿和切尔西自治市议会的通信主管。她曾是下院女性议员中唯一的海军预备役军官。

## 早年生活
莫当特生于军人家庭，父亲曾服役于英国陆军伞兵团，退役后改做教师。她的名字来源于一艘皇家海军利安得级护卫舰“珀涅罗珀”号(F127)。
莫当特有一个哥哥詹姆斯和一个孪生弟弟爱德华。她是第一位工党籍财政大臣菲利普·斯诺登的后裔，也是名演员安吉拉·兰斯伯里的远房表亲。
莫当特在位于汉普郡沃特鲁伟尔的奥克兰兹天主教学校接受教育，后转入Victoryland戏剧学校研习戏剧文学。
莫当特15岁时，母亲因乳腺癌逝世，她肩负起照顾离开学校的弟弟爱德华的职责。第二年，其父确诊罹患癌症，后康复。她通过在朴茨茅斯的魔术表演组织“魔法阵”兼职魔术师助理来赚取高中学费。
上大学之间的那个间隔年，莫当特前往罗马尼亚，在当地医院和孤儿院工作，当时正值1989年革命后，莫当特将自己对政治的兴趣归功于那段经历。1995年她以文学士学位在雷丁大学毕业，成为其家庭中第一位接受过大学教育者。

## 国会事业

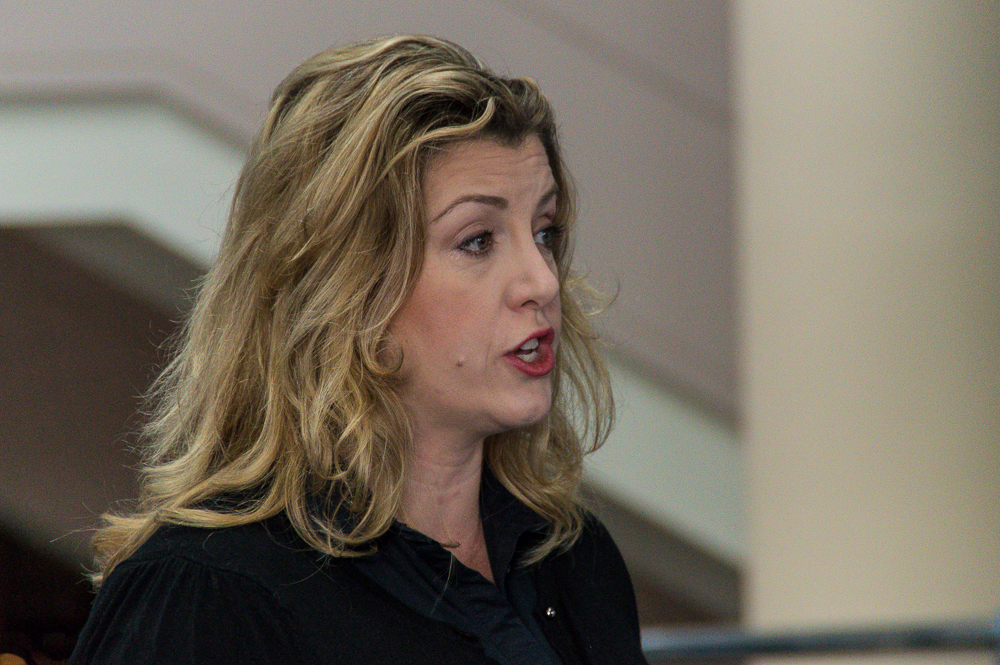
2014年的莫当特

2014年她被时任首相卡梅伦提拔为社区和地方政府部政务次官。2015年升任国防部武装力量副大臣，成为第一位担任这一职务的女性。

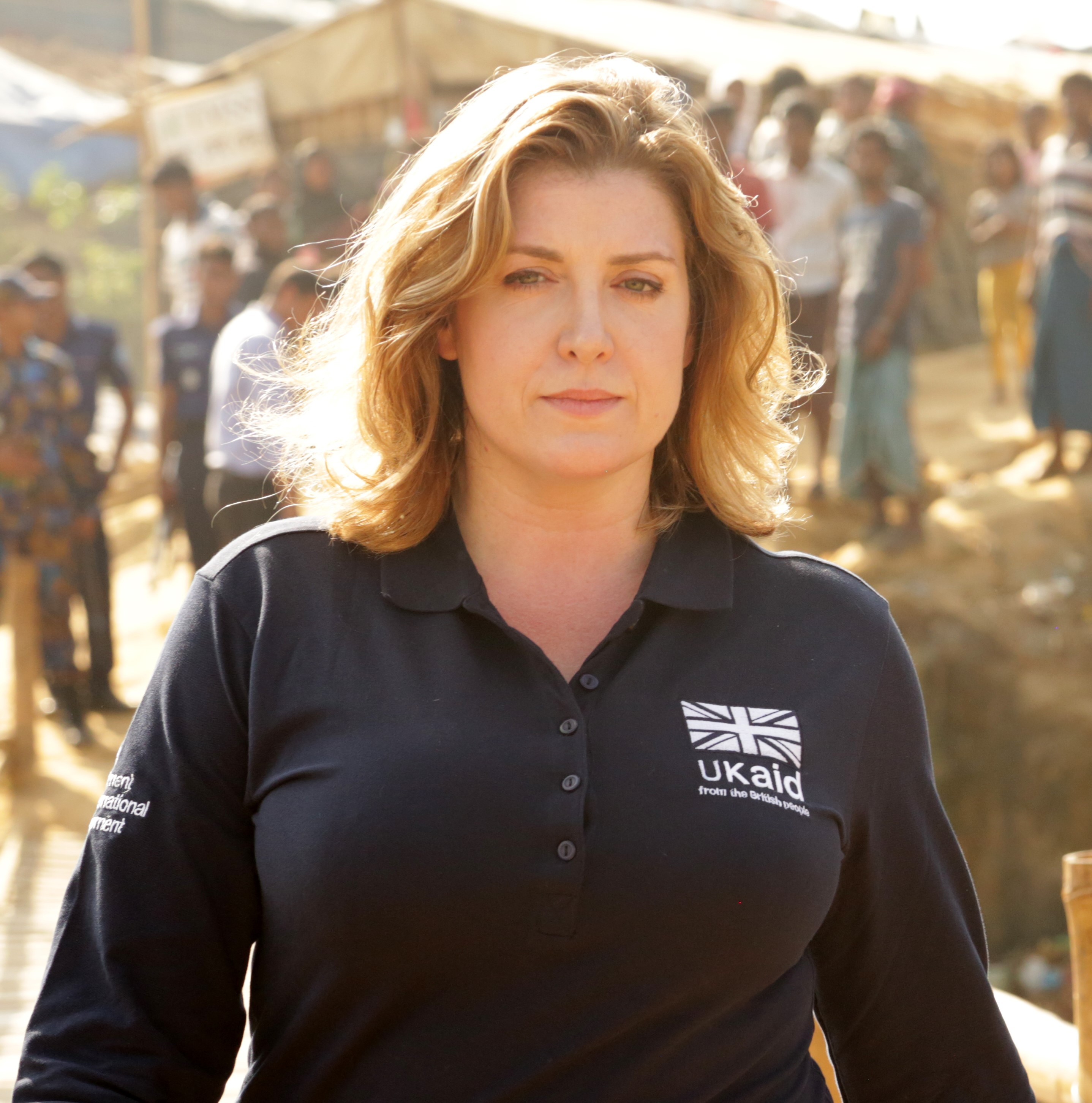
於2017年到訪庫圖帕朗難民營的莫佩琳

2016年特蕾莎·梅成为首相后，莫当特调任新升格的残障人士副大臣。2017年接替因私会以色列官员而辞职的普丽蒂·帕特尔任国际发展大臣；；2018年4月30日接替盧綺婷出任婦女及平等大臣；2019年5月1日接替受泄密指控被解职的加文·威廉姆森，改任英國首位女性防相。
同年7月24日，鮑里斯·約翰遜接替文翠珊之相位，她於推特宣布離任婦女及平等大臣和防相二職而退居後座。
2020年2月13日，她獲委任為財政部主計長。
2022年，她兩度參選保守黨黨魁但未果。然而獲勝選者卓慧思和其後的辛偉誠安排任樞密院議長。在查爾斯三世登基大典中，她以此身分主持儀式。

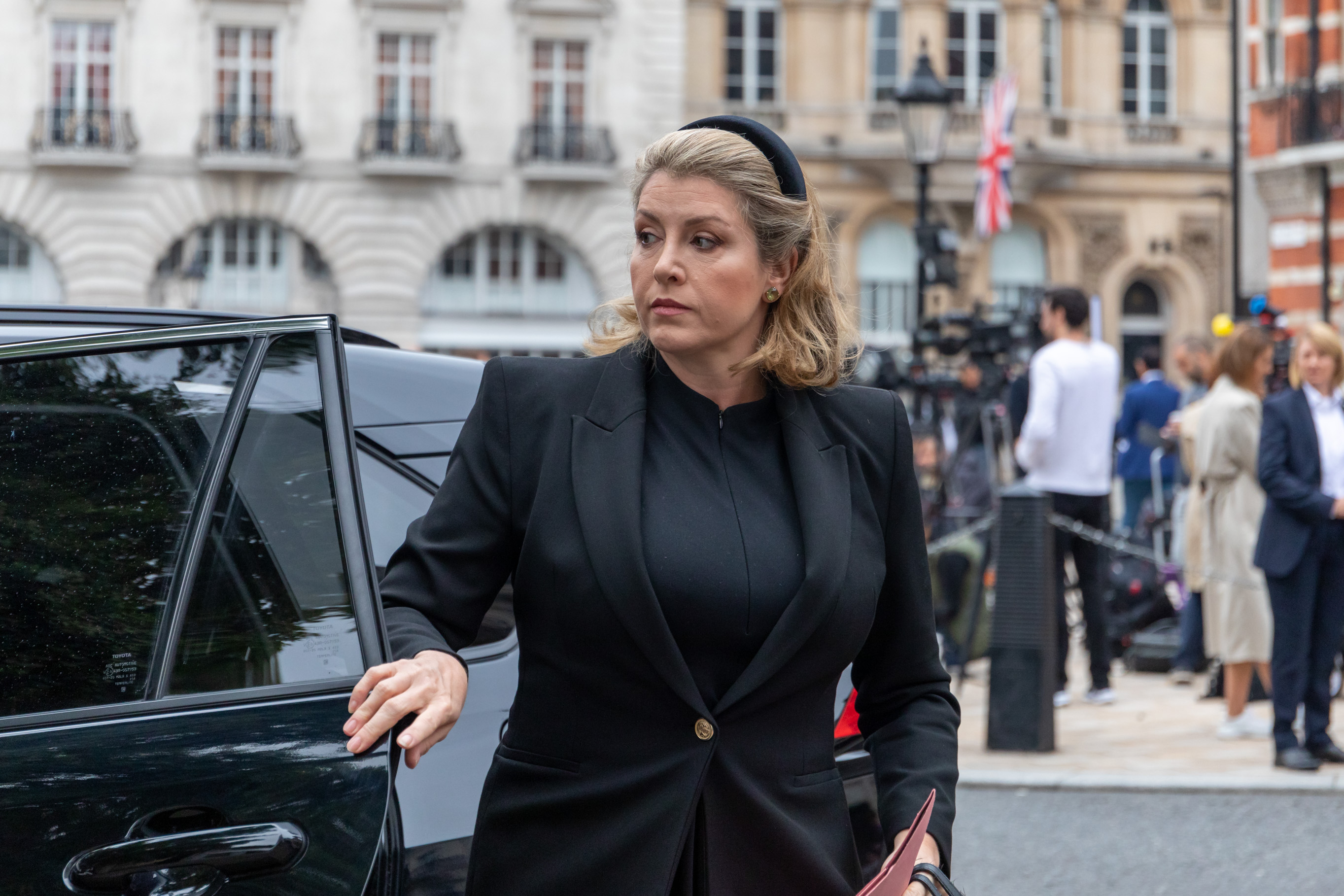
莫佩琳出席國王登基大典